# Центральный (Белоглинский район)
Центра́льный — посёлок в Белоглинском районе Краснодарского края России.
Административный центр Центрального сельского поселения.

## География
Посёлок находится в степной зоне, на расстоянии 14 км к северу от села Белая Глина, административного центра района.

## История
До 1967 года посёлок являлся административным центром Центрального сельсовета Новопокровского района. Указом от 30 декабря 1966 года сельсовет был передан в состав Белоглинского района.

## Население
| 2002 | 2010  |
| ---- | ----- |
| 1256 | ↘1177 |

## Улицы
| - ул. Белоглинская, - ул. Белоусова, - ул. Западная, - ул. Комсомольская, | - ул. Красная, - ул. Ленина, - ул. Мира, - ул. Октябрьская, | - ул. Первомайская, - ул. Пионерская, - ул. Садовая, - ул. Советская, | - ул. Спортивная, - ул. Степная, - ул. Студенческая, - ул. Школьная. |